# Phakchamara
Phakchamara – gaun wikas samiti we wschodniej części Nepalu w strefie Kośi w dystrykcie Terhathum. Według nepalskiego spisu powszechnego z 2001 roku liczył on 536 gospodarstw domowych i 3041 mieszkańców (1593 kobiet i 1448 mężczyzn).